# 第10代総選挙 (大韓民国)
第10代総選挙（だい10だいそうせんきょ）は大韓民国国会の国会議員を選出するために1978年12月12日に行なわれた第四共和国時代の韓国における選挙である。韓国では「第○回」ではなく「第○代」と選挙回数を数える。また、名称も「総選挙」（총선거）ではなく「総選」（총선）と表記するのが一般的である。

## 概要
第9代国会の議員任期（6年）が満了したことに伴って行われた選挙である。
維新体制による統治が7年目に入り、体制へのほころびが徐々に目立つようになってきた。同盟国のアメリカでは議会やマスコミを中心に韓国の人権弾圧に対する批判が強くなり、1977年に人権外交をとなえるジミー・カーターがアメリカ大統領に就任し、韓国の維新体制による人権弾圧に不快感を示し、1976年3月1日の明洞事件（3･1民主救国宣言事件）で逮捕された金大中らの釈放を求めたことで亀裂が深まった。そして緊急措置第9号によって押さえ込まれていた学生運動や在野の運動も再び盛り上がりを見せるようになり、学生達は捨て身で示威闘争を行ない、在野勢力は78年2月に第2の民主救国宣言を発表するなど健在振りを示した。経済では、1977年に輸出総額100億ドル台を初めて突破し、初めて貿易黒字を達成し、順調かに見えたが、過重な設備投資、物価高騰や技能･技術者不足などから競争力が低下、韓国経済は下降の一途をたどった。このように維新体制へのほころびが目立ち始めてきた中で総選挙が行なわれた。

## 基礎データ
- 大統領：朴正熙（民主共和党）、1978年7月6日の統一主体国民会議で選出（候補者は朴正熙のみで代議員2578人中、2577人の賛成で当選[2]）
- 改選数：231議席（前回より12議席増）

地域区選出議員：154議席
大統領推薦議員：77議席
- 議員任期

地域区選出議員：6年
大統領推薦議員：3年
- 地域区の選挙制度：中選挙区単記投票制（一律定数2名で77選挙区）・・・無所属の出馬も容認

## 地域区の選挙結果
- 投票日：1978年12月12日
- 投票率：77.1%

選挙人数：19,489,490名
総投票者数：15,023,370名
| 党派                     | 得票数     | 得票率 | 議席数 |
| ------------------------ | ---------- | ------ | ------ |
| 民主共和党（민주공화당） | 4,695,995  | 31.7   | 68     |
| 新民党（신민당）         | 4,861,204  | 32.8   | 61     |
| 民主統一党（민주통일당） | 1,095,057  | 7.4    | 3      |
| 無所属（무소속）         | 4,160,187  | 28.1   | 22     |
| 合計                     | 14,812,443 |        | 154    |

出所：大韓民国国会ホームページ「政党別議席及び得票現況」。（統一主体国民会議選出の維新政友会は77議席）
| 党派       | 議席数 | 選挙区 | 統一主体 国民会議 |
| ---------- | ------ | ------ | ----------------- |
| 維新政友会 | 7      | -      | 7                 |
| 新民党     | 1      | 1      | -                 |
| 合計       | 8      | 1      | 7                 |

出所：春木育美『現代韓国と女性』新幹社、158頁“「韓国女性の政治参画」表5－1 歴代女性国会議員数”、171頁。女性議員比率3.5％
議席数は共和党68議席、新民党61議席で与党共和党が第一党となった。しかし、得票では都市部だけでなく農村部でも善戦した野党新民党が、共和党（31.7％）を僅差で上回って第一党（32.8％）となった。選挙の結果は、野党に対する国民の支持と維新体制に対する不満が依然として強いことを示す結果となった。
翌1979年3月12日に第10代国会が開院した。同年には、第2次石油危機による経済危機をきっかけとした労働争議が頻発した。そして同年8月のYH貿易事件をきっかけに、在野勢力や宗教界、言論人などによる反維新闘争は盛り上がりを見せた。10月には朴政権との対決姿勢を鮮明にした新民党総裁金泳三が、アメリカのニューヨーク･タイムズ紙と会見した時の発言をめぐって、国会議員を除名させられる事件（金泳三総裁議員職除名波動）が起こり、彼の支持基盤である釜山と馬山で議員除名に抗議する学生や民衆と警官隊との衝突事件（釜馬民衆抗争）へと繋がった。そして、釜馬抗争への対応をめぐって政権内に対立が走り、ついに1979年10月26日、朴正熙大統領は金戴圭韓国中央情報部部長に射殺（朴正煕暗殺事件）され、18年に及ぶ政権に幕が下りることになった。
1980年10月22日の国民投票で改憲案が承認されたことを受け、10月27日に第五共和国憲法が採択・制定された。これにより、開院から約1年半しか経ったなかった第10代国会が解散され、国会の権限は国家保衛立法会議に移譲された。

## 当選議員

### 選挙区
民主共和党   新民党   民主統一党   無所属 
| ソウル特別市 | 鐘路区・中区                           | 鄭大哲 | 閔寛植 | 麻浦区・龍山区                 | 朴璟遠 | 盧承煥 |
| ソウル特別市 | 城東区                                 | 金済万 | 梁一東 | 東大門区                       | 宋元英 | 李仁根 |
| ソウル特別市 | 城北区                                 | 趙世衡 | 丁来赫 | 道峰区                         | 高興門 | 洪性宇 |
| ソウル特別市 | 西大門区                               | 金在光 | 呉有邦 | 江西区                         | 南載熙 | 金令培 |
| ソウル特別市 | 永登浦区                               | 朴漢相 | 姜秉奎 | 冠岳区                         | 金守漢 | 鄭熙燮 |
| ソウル特別市 | 江南区                                 | 鄭雲甲 | 李台燮 |                                |        |        |
| 京畿道       | 仁川市                                 | 金殷夏 | 柳承源 | 水原市・華城郡                 | 李秉禧 | 劉溶根 |
| 京畿道       | 城南市・広州郡・驪州郡・利川郡         | 鄭東星 | 呉世応 | 議政府市・楊州郡・坡州郡       | 朴命根 | 金炯光 |
| 京畿道       | 富川市・安養市・始興郡・甕津郡         | 李宅敦 | 尹国老 | 高陽郡・金浦郡・江華郡         | 呉洪錫 | 金裕琸 |
| 京畿道       | 平沢郡・龍仁郡・安城郡                 | 柳致松 | 徐相潾 | 抱川郡・漣川郡・加平郡・楊平郡 | 呉致成 | 千命基 |
| 江原道       | 春川市・春城郡・鉄原郡・華川郡・楊口郡 | 孫承徳 | 金俊燮 | 原州市・原城郡・洪川郡・横城郡 | 朴永禄 | 金龍鎬 |
| 江原道       | 江陵市・溟州郡・三陟郡                 | 金孝栄 | 金振晩 | 束草市・襄陽郡・麟蹄郡・高城郡 | 丁一権 | 咸鍾贇 |
| 江原道       | 寧越郡・平昌郡・旌善郡                 | 張承台 | 厳永達 |                                |        |        |
| 忠清北道     | 清州市・清原郡                         | 金顕秀 | 李敏雨 | 忠州市・中原郡・堤川郡・丹陽郡 | 李鍾根 | 李宅熙 |
| 忠清北道     | 報恩郡・沃川郡・永同郡                 | 陸寅修 | 李龍熙 | 鎮川郡・槐山郡・陰城郡         | 呉龍雲 | 李忠煥 |
| 忠清南道     | 大田市                                 | 林湖   | 金龍泰 | 天安市・天原郡・牙山郡         | 金鍾哲 | 鄭在原 |
| 忠清南道     | 大徳郡・錦山郡・燕岐郡                 | 李俊燮 | 柳漢烈 | 論山郡・公州郡                 | 鄭石謨 | 朴璨   |
| 忠清南道     | 扶余郡・舒川郡・保寧郡                 | 金鍾泌 | 趙重衍 | 青陽郡・洪城郡・礼山郡         | 張栄淳 | 韓建洙 |
| 忠清南道     | 瑞山郡・唐津郡                         | 沈鉉稷 | 韓英洙 |                                |        |        |
| 全羅北道     | 全州市・完州郡                         | 李哲承 | 柳琦諪 | 群山市・沃溝郡・裡里市・益山郡 | 金顕基 | 蔡栄喆 |
| 全羅北道     | 鎮安郡・茂朱郡・長水郡                 | 金光洙 | 崔成石 | 南原郡・任実郡・淳昌郡         | 薛仁洙 | 孫周恒 |
| 全羅北道     | 井邑郡・金堤郡                         | 張坰淳 | 金元基 | 高敞郡・扶安郡                 | 朴龍基 | 李昊鍾 |
| 全羅南道     | 光州市                                 | 李必善 | 金禄永 | 木浦市・務安郡・新安郡         | 崔永喆 | 林鐘基 |
| 全羅南道     | 麗水市・麗川郡・光陽郡                 | 李道先 | 朴炳涍 | 順天市・求礼郡・昇州郡         | 柳瓊賢 | 許京万 |
| 全羅南道     | 羅州郡・光山郡                         | 金胤徳 | 韓甲洙 | 潭陽郡・谷城郡・和順郡         | 文亨泰 | 高在清 |
| 全羅南道     | 高興郡・宝城郡                         | 申泂植 | 金守   | 長興郡・康津郡・霊岩郡・莞島郡 | 吉典植 | 尹在明 |
| 全羅南道     | 海南郡・珍島郡                         | 金琫鎬 | 任煐得 | 霊光郡・咸平郡・長城郡         | 金在植 | 李震淵 |
| 慶尚北道     | 大邱市中区・西区・北区                 | 韓柄寀 | 李万燮 | 大邱市東区・南区               | 李孝祥 | 辛道煥 |
| 慶尚北道     | 浦項市・迎日郡・鬱陵郡・永川郡         | 権五台 | 曺圭昌 | 慶州市・月城郡・清道郡         | 朴淑鉉 | 朴権欽 |
| 慶尚北道     | 金泉市・金陵郡・尚州郡                 | 朴定洙 | 鄭輝東 | 安東市・安東郡・義城郡         | 金尚年 | 朴海充 |
| 慶尚北道     | 亀尾市・善山郡・軍威郡・星州郡・漆谷郡 | 申鉉碻 | 金鉉圭 | 栄州郡・英陽郡・奉化郡         | 金昌槿 | 朴容万 |
| 慶尚北道     | 達城郡・慶山郡・高霊郡                 | 朴浚圭 | 金鍾基 | 青松郡・盈徳郡・蔚珍郡         | 文太俊 | 黄昞禹 |
| 慶尚北道     | 聞慶郡・醴泉郡                         | 蔡汶植 | 具範謨 |                                |        |        |
| 釜山直轄市   | 中区・影島区                           | 芮春浩 | 金相鎮 | 東区・西区                     | 金泳三 | 朴燦鍾 |
| 釜山直轄市   | 釜山鎮区                               | 鄭海永 | 金任植 | 東萊区                         | 李基沢 | 楊燦宇 |
| 釜山直轄市   | 南区                                   | 金承穆 | 金在弘 |                                |        |        |
| 慶尚南道     | 馬山市・鎮海市・昌原郡                 | 朴鐘圭 | 黄珞周 | 蔚山市・蔚州郡                 | 李厚洛 | 崔炯佑 |
| 慶尚南道     | 晋州市・晋陽郡・三千浦市・泗川郡       | 具泰会 | 李尚玟 | 忠武市・統営郡・巨済郡・固城郡 | 崔載九 | 金東旭 |
| 慶尚南道     | 宜寧郡・咸安郡・陜川郡                 | 金相碩 | 李尚信 | 密陽郡・昌寧郡                 | 朴一   | 河大敦 |
| 慶尚南道     | 金海郡・梁山郡                         | 金沢寿 | 辛相佑 | 南海郡・河東郡                 | 申東寛 | 崔致煥 |
| 慶尚南道     | 山清郡・咸陽郡・居昌郡                 | 盧仁煥 | 金東英 |                                |        |        |
| 済州道       | 全道                                   | 玄梧鳳 | 辺精一 |                                |        |        |

### 統一主体国民会議選出議員
| 維新政友会 | 葛奉根 | 高在珌 | 金鳳基 | 金聖煥 | 金世培 | 金永光 | 金栄洙 | 金英子 | 金玉烈 | 金容浩 |
| 維新政友会 | 金潤煥 | 金鍾河 | 金周仁 | 朴東昴 | 朴俊圭 | 朴賢緒 | 朴衡圭 | 白斗鎮 | 白永勲 | 辺禹亮 |
| 維新政友会 | 徐英姫 | 鮮于煉 | 宋邦鏞 | 申光淳 | 申東順 | 申範植 | 申尚澈 | 申相楚 | 申喆均 | 沈瀜沢 |
| 維新政友会 | 安甲濬 | 呉俊碩 | 尹埴   | 尹汝訓 | 尹仁植 | 李坰鎬 | 李道煥 | 李東元 | 李明春 | 李相翊 |
| 維新政友会 | 李錫済 | 李聖根 | 李承潤 | 李亮雨 | 李永根 | 李慈憲 | 李丁錫 | 李廷植 | 李鍾律 | 李鍾植 |
| 維新政友会 | 李鍾賛 | 李哲熙 | 李海元 | 張基善 | 張志良 | 全富一 | 全綎九 | 鄭炳学 | 鄭一永 | 鄭在虎 |
| 維新政友会 | 鄭熙彩 | 趙炳奎 | 曺相鎬 | 趙一済 | 趙洪来 | 千炳圭 | 崔慶禄 | 崔大賢 | 崔栄喜 | 崔宇根 |
| 維新政友会 | 崔泰浩 | 太完善 | 韓基春 | 韓沃申 | 韓泰淵 | 咸明洙 | 玄己順 |        |        |        |

#### 繰上当選
| 年   | 日付 | 当選者 | 欠員   | 欠員事由         |
| ---- | ---- | ------ | ------ | ---------------- |
| 1979 | 10.8 | 高貴男 | 金聖煥 | 死去             |
| 1980 | 5.22 | 南載漢 | 李承潤 | 財務部長官に指名 |
| 1980 | 8.13 | 李鎬東 | 崔慶禄 | 駐日大使に任命   |
| 1980 | 8.27 | 金遺腹 | 崔泰浩 | 辞職             |